# Klaus Auhuber
Klaus Auhuber (ur. 28 października 1951 w Landshut) – niemiecki hokeista grający na pozycji obrońcy, reprezentant kraju, olimpijczyk, trener.

## Kariera
Klaus Auhuber karierę sportową rozpoczął w 1964 roku w EV Landshut, w którym w 1970 roku przeszedł do seniorskiej drużyny, w której grał do 1984 roku i odnosił największe sukcesy w karierze: mistrzostwo (1983) i trzykrotne wicemistrzostwo Niemiec (1974, 1976, 1984). W sezonie 1984/1985 reprezentował barwy ECD Iserlohn, po czym w latach 1985–1988 ponownie grał w EV Landshut, natomiast w sezonie 1988/1989 reprezentował barwy EHC Hamburg, w którym zakończył karierę sportową.
W trakcie kariery sportowej zyskał pseudonim Butzi.

## Kariera reprezentacyjna
Klaus Auhuber w latach 1973–1982 w reprezentacji RFN rozegrał 107 meczów, w których zdobył 16 punktów (7 goli, 9 asyst) oraz spędził 126 minut na ławce kar. Dwukrotnie uczestniczył w zimowych igrzyskach olimpijskich (1976, 1980). Na turnieju olimpijskim 1976 w Innsbrucku z reprezentacją RFN pod wodzą selekcjonera Xavera Unsinna zdobył pierwszy od 44 lat medal olimpijski – brązowy medal. W październiku tego samego roku za ten sukces wraz z innymi wraz z kolegami z reprezentacji RFN otrzymał z rąk ówczesnego kanclerza Niemiec, Helmuta Schmidta Srebrny Liść Laurowy.
Ponadto 5-krotnie uczestniczył w mistrzostwach świata (1974, 1975 – awans do Grupy A, 1977, 1978, 1979).

## Kariera trenerska
Klaus Auhuber po zakończeniu kariery sportowej rozpoczął karierę trenerską. W latach 1991–1993 był trenerem Deggendorfer EC.

## Sukcesy

### Zawodnicze
EV Landshut
- Mistrzostwo Niemiec: 1983
- Wicemistrzostwo Niemiec: 1974, 1976, 1984

Reprezentacyjne
- Brązowy medal zimowych igrzysk olimpijskich: 1976
- Awans do Grupy A mistrzostw świata: 1975

### Indywidualne
- Członek Galerii Sław Niemieckiego Hokeja na Lodzie

### Odznaczenia
- Srebrny Liść Laurowy: 1976